# Улица Академика Курчатова (Москва)
У́лица Акаде́мика Курча́това (до 1922 года — Покро́вская у́лица, с 1922—1960 — Бо́драя у́лица) — улица в Северо-Западном административном округе города Москвы на территории района Щукино. Пролегает с севера на юг, начинаясь от Волоколамского шоссе, далее пересекает Авиационную и Щукинскую улицы, затем с востока к улице Академика Курчатова примыкают Сосновая улица и Первый Пехотный переулок и заканчивается на площади Академика Курчатова. Нумерация домов начинается от Волоколамского шоссе.

## Происхождение названия
Названа 31 мая 1960 года в честь академика Игоря Васильевича Курчатова (1903—1960) — физика, организатора и руководителя работ по атомной науке и технике в СССР.

## История
Первоначально улица называлась Покровская по с. Покровское (позже Покровское-Стрешнево), в 1922 г. получила название Бодрая (по детскому городку «Бодрое детство»).

## Здания и сооружения
По нечётной стороне:
- № 25 — Московский медицинский колледж № 4. Здание построено в 1958 году трестом «Мосстрой» № 12[3] по типовому проекту МЮ.
- № 23/13 — Детская школа искусств № 4
- № 17 — ФНУ «Центр гигиены и эпидемиологии в г. Москве» — филиал в СЗАО
- № 17 с. 3 — Ресторан «Загородный»

## Транспорт
- Станции метро «Щукинская» и «Октябрьское Поле».